# Tim Gerresheim
Tim Gerresheim (n. 24 februarie 1939, Berlin, Germania Nazistă) este un scrimer german, medaliat olimpic. A participat la 3 ediții ale Jocurilor Olimpice (1960, 1964, 1968) în care a câștigat o medalie de bronz.